# Óta Tecuja
Óta Tecuja (Ōta Tetsuya, 1959. november 6. –) japán autóversenyző Maebasi városából, Gunma prefektúrából. Főleg egy versenybaleset túlélőjeként közismert: súlyosan megégett 1998. május harmadikán, a Fuji Speedway-en tartott JGTC verseny során egy balesetben, amelyet közvetve a túl gyorsan hajtó biztonsági autó okozott. A tiszteletkörön a szakadó esőben a kelleténél sokkal nagyobb sebességgel hajtott, a versenyautók pedig csúszkáltak a vízen. Óta súlyosan megsérült, és később perelte a verseny szervezőit.

## Élete
A Muszasi egyetem elvégzése után 1982-ben az autóversenyzéssel kezdett foglalkozni, először a kezdő versenysorozatban, a Formula Japan 1600-ban vett részt, majd All-Japan F3 Bajnokságban 1986-ban. 1987 és 1991 között már Formula–3000-ben versenyzett, az 1989-es idényt kihagyta. Óta ezen kívül számos más sorozatban is megjelent, többek között JTCC-ben (Japán Túraaautó Bajnokság), JSPC-ben (Japán Sport Prototípus Bajnokság) és a Fuji Mesterek Tornáján, és a Super Taikyu-ban is. Mialatt a JSPC-ben volt, Óta a Mazda gyári tesztpilótája volt 1989 és 1991 között.
Első külföldi megmérettetése az 1993-as Le Mans-i 24 órás autóversenyen volt, amely után még háromszor részt vett ezen 1996-ig, minden esetben kiesett.
1990-ben Óta feleségül vette élettársát, Acukót és 1993-ra rendszeres munkatárssá vált a Neko Publishing's Tipo magazinban, ezzel jogosulttá vált a Japán Év autója-választás zsűrijében való részvételre.
A legelső szezontól kezdve versenyzett a JGTC-ben, ő volt a Ferrari specialista. Az egyik legelismertebb versenyzővé vált Japánban, de 1998 májusában mindez megváltozott.

## 1998 JGTC Fuji baleset
Az 1998-as JGTC szezon Fuji-ban megtartott versenyének második közén szakadt az eső, és minimális volt a látótávolság. A felvezető kör után a biztonsági autó 150 km/h-órával haladt át a célvonalon, majd hirtelen fékezett. A fékezés következtében a mezőny harmonika-hatást keltve feltorlódott. A 910 Racing Szunako Tomohiko által vezetett Porsche 911RSR autója a hirtelen fékezés miatt felúszott egy vízátfolyáson és belecsúszott Hosino Karou 911GT2 gépébe. Hitocujama Jaszusi BMW M3-asa ki tudta kerülni a Porsche-t, kicsúszott a fűre, és visszajött a pályára, de a Porsche beragadt a korlát alá, és megállt a füvön. Elkezdték lengetni a veszélyre figyelmeztető sárga zászlót.
Másodpercekkel később a Japán Team Ferrari Club Óta által vezetett Ferrari 355-öse lelassult, felúszott a vízen, balra csúszott, egyenesen neki a füvön álló Porsche-nak, azonnal felrobbant, egy óriási tűzgolyót eredményezve. A Ferrari a falnak csúszás után átment a pálya másik oldalára és megállt a bokszutca kijáratánál. Egy másik Porsche sikeresen kikerült Óta égő autóját.
Röviddel ezután az RE Amemiya RX-7 pilótája, Jamadzsi Sinicsi megállt a Ferrari előtt, míg a többiek továbbhajtottak. A pilóta elkezdte oltani a tüzet a saját kocsija tűzoltópalackjával.
Szerencsés módon az eltalált Porsche vezetője ki tudott mászni a kocsiból a törött lába ellenére, és gyorsan el tudták látni.
Óta körülbelül 90 másodpercre bennragadt az égő autóban, kitéve őt a 800 fokos lángoknak. Másfél perc alatt tudta kihúzni egy sportbíró, lefektette a fűre, a sisak napellenzője beleégett az arcába. Óta megpróbált felkelni, elsőre elesett, a következő próbálkozásánál észrevette még egy sportbíró, és egy pályakarbantartó kocsiba ültették (mentő helyett). A versenyt azonnal lefújták, és az eredményeket törölték. Óta harmadfokú égési sérüléseket szenvedett a teste egész felületén, de túlélte. Az arcán bőrátültetést kellett végezni, a beleégett napellenző miatt. Mérgezést is szenvedett a belélegzett mérgező gázoktól. A jobb karját, jobb lábát és ujjait nem tudta a baleset után rendesen mozgatni, és ez a profi versenyzői karrierje végét jelentette.

## A per
Miután felépült és a verseny szervezői kiadták a vizsgálati jelentésüket, nem keresték meg őt. Az egyik jelentés szerint Óta nem viselt a versenyben előírt tűzálló ruhát, ezt ő tagadta. A jelentés szerint a mentőcsapat 20 másodperccel a baleset után már elkezdte oltani a tüzet, a valóságban azonban a versenyzőtársa ért oda 50 másodperc után, az égő autóban ragadt pilótához (ez az esetről készült felvételeken is egyértelműen látszik).
Ezek után Óta hét szervezőt beperelt a biztonsági feltételek hiánya miatt a japán bíróságon 1999 novemberében. Köztük volt a Fuji Speedway pályaigazgatója, a Japan Automobile Federation (JAF), a VICIC (Victory Circle Club) és a TV Tokyo.
Végül hat szponzort és támogatót találtak bűnösnek, többek között: TV Tokyo, VICIC és a Fuji Speedway. 300 millió jen kártérítést ítéltek meg ($2 500 000 US) a sérülésekért és elszenvedett fájdalomért, amit a nem megfelelő biztonsági eszközök és a szakképzetlen sportbírók okoztak.
A bíró, Ono Cujosi megállapította hogy a felvezető autó a biztonságos 60kmh/-s tempó helyett túl gyorsan, 150-nel haladt, a baleset oka a hirtelen fékezés volt, a sérülések súlyossága pedig a nem megfelelő biztonsági intézkedéseknek köszönhető.
A bíróság elmarasztalta Óta hibáját, a hivatalos összegzés szerint későn lassított.

## A tárgyalás után
Kis idő elteltével dokumentumfilm készült az esetről Crash (Ütközés) címmel 2003-ban, majd egy könyv Re•Birth (Újjá•Születés), ami az élete és egészsége visszaszerzéséről szól,
Az IndyCar és a Champ Car versenyeken alkalmazott biztonsági csapatok mintájára hamarosan a Super GT-ben is bevezettek egy külön utazó orvosi csapatot. Csakúgy, mint a First Rescue Operation (FRO) járműveket, egy mobil csapatot, amelyet azért vetettek be, hogy jelentős balesetek esetén további támogatást nyújtson - annak biztosítása érdekében, hogy mindig legyen valaki, aki segít a versenyzőnek, ha sürgős szükség van rá.  A GT500 és a GT300 osztály autóit többé nem egy rajtrácson csoportosították, hanem a JGTC/Super GT a VLN-stílusú külön rajtok felé mozdult el. A Fuji Speedwayt 2003 és 2005 között alaposan felújították, és  világszínvonalú versenyzésre alkalmas létesítménnyé építették.
Óta versenyzés nélkül a következő néhány évben nagyrészt visszavonult a nyilvánosságtól, és folytatta rehabilitációját. A baleset nem csak fizikai, hanem lelki sérüléseket is okozott neki: a poszttraumás stressz szindróma (PTSD) még évekkel a baleset után is fennállt. Amikor a kötéseket levették, és először látta megoperált arcát a tükörben, láthatóan visszataszította a látvány, és felépülése korai szakaszában legalább kétszer fontolgatta az öngyilkosságot. 2005-ben írt egy könyvet is Ikikata Navi (fordításban: Életnavigáció) címmel, ami egy motivációs könyv, hogy inspirálja a többi embert, akik az élet bonyolult küzdelmeiben elveszettek, akárcsak ő volt a balesete után.
Végül 23 műtét és egy négyéves jogi huzavona után befejezte rehabilitációját, és mindennek a végén már csak vissza akart térni ahhoz, amit a legjobban szeretett - az autók iránti szeretetéhez, így nem került messzire a motorsporttól, de már nem profi szinten űzi azt. Egy autóátépítő műhelyt is vezet Tezzo néven, ami az olasz autókra szakosodott és a Tezzo Racer's Clubot, egy versenycsapatot, amely a 40 év feletti, nehezebb anyagi szintről érkező versenyezni vágyó embereket célozza meg..
Emellett folytatta autóipari újságírói munkáját is. Végül amatőr szinten visszatért az autóversenyzéshez, 2003 és 2010 között az Alfa Romeo Challenge és a Volkswagen GTI Cup versenyein versenyzett, nagy sikerrel.
Jelenlegi fő munkája a vezetési biztonság körül forog. Elindította az Injured ZERO Project nevű kezdeményezést, amelynek célja a közutakon bekövetkező sérülések és halálos balesetek csökkentése, majd végül megszüntetése. Saját nevével fémjelzett sportos autósiskolát működtet, ahol az általa vezetett élvonalbeli személyzet biztonságos, de szórakoztató módon tanítja meg az embereknek az autóversenyzés technikáit. Óta és Jamadzsi útja a baleset után soha nem keresztezték egymást, ez 2012 januárjában, a Tokiói Autószalonon változott meg, ahol 14 év után először találkoztak újra. A találkozáskor kezet fogtak és egymásra mosolyogtak. Annak az évnek decemberében Jamadzsi és Óta egy közös előadást tartott a Sport Driving Schoolban. Kölcsönös öröm volt kettejük között, és barátság lángra lobbant, másfél évtizeddel a tragédia után, amely először összekötötte őket. Barátságuk azonban nem tarthatott sokáig, ugyanis Jamadzsi a 21. század elején GT500-as pályafutása közben betegeskedni kezdett. Ahogy teltek az évek romlott az állapota, az utolsó fotó, amelyet Jamadzsiról nem sokkal az 50. születésnapja után készítettek, azt mutatta, hogy ijesztően legyengült. Május 25-én kórházba szállították, miután az állapota hirtelen a legrosszabbra fordult, majd 2014. június 26-án elhunyt.